# Ritjärnen, Ångermanland
Ritjärnen är en sjö i Bjurholms kommun i Ångermanland och ingår i Hörnåns huvudavrinningsområde.